# Bydgoszcz Bielawy
Bydgoszcz Bielawy – przystanek kolejowy położony w Bydgoszczy, w województwie kujawsko-pomorskim, w Polsce.

## Ruch pasażerski
| Rok  | Wymiana pasażerska na dobę |
| ---- | -------------------------- |
| 2017 | 150-199                    |
| 2022 | 300-499                    |

W ramach projektu Bit City w 2015 na przystanku przebudowane zostały perony (długość: 200 m) oraz zamontowane wiaty. Przewidziana pierwotnie modernizacja kładki nad torami kolejowymi oraz jej przedłużenie na południową stronę ulicy Kamiennej miałą zostać zrealizowana w późniejszym terminie, równolegle z rozbudową drogowej Trasy W-Z.
Na początku 2021 Rada Osiedla Bartodzieje złożyła wniosek o przemianowanie nazwy przystanku na Bydgoszcz Bartodzieje, argumentując to jego położeniem na terenie osiedla Bartodzieje.

## Połączenia
Bydgoszcz Bielawy jest przystankiem osobowym, zatrzymują się tu tylko pociągi osobowe jadące do/z Olsztyna, Włocławka, Torunia, Piły oraz Chełmży/Grudziądza.

## Komunikacja miejska
Tuż obok stacji, po jej południowej stronie, znajduje się przystanek linii 83 Dworzec Bielawy (dawniej „Kamienna-Inwalidów”), która kursuje w relacji Osiedle Tatrzańskie – Czyżkówko. W dalszej odległości znajduje się pętla „Morska”, z której odjeżdżają autobusy:
- 55 Morska – Skorupki
- 60 Morska – Błonie
- 71 Morska – Rekinowa
- 77 Morska – Niklowa

Po północnej stronie torów kolejowych znajduje się pętla „Sygnałowa”, z której odjeżdżał przedłużony, sezonowy wariant linii 81, obsługujący ul. Inwalidów, Lewińskiego, nowy i Stary Fordon aż do pętli „Osiedle Tatrzańskie”. W roku 2015 zamiast linii 81 uruchomiono linię 207 do Auchan. W roku 2016 uruchomiony został sezonowy wariant linii 73 Eskulapa – Kapuściska.